# Gylfaginning
Gylfaginning (Visão ou Alucinação de Gylfi) (c. 20,000 palavras), é a primeira parte da Edda em prosa de Snorri Sturluson, após o Prólogo. O Gylfaginning trata da criação e da destruição do mundo dos deuses nórdicos e muitos outros aspectos da mitologia nórdica. A segunda parte do Edda em prosa é chamada de Skáldskaparmál e a terceira de Háttatal.